# Diocesi di Satafi
La diocesi di Satafi (in latino: Dioecesis Satafensis in Mauretania Caesariensi) è una sede soppressa e sede titolare della Chiesa cattolica.

## Storia
Satafi, nell'odierna Algeria, è un'antica sede episcopale della provincia romana della Mauritania Cesariense.
Unico vescovo conosciuto di questa diocesi africana è Crescente, il cui nome appare al 116º posto nella lista dei vescovi della Mauritania Cesariense convocati a Cartagine dal re vandalo Unerico nel 484; Crescente era già deceduto all'epoca della redazione di questa lista. A questa diocesi Morcelli attribuisce anche il vescovo Donato Saiacensis o Saiensis, che apparterrebbe invece alla diocesi di Saia Maggiore.
Dal 1933 Satafi è annoverata tra le sedi vescovili titolari della Chiesa cattolica; la sede è vacante dal 22 novembre 2017.

## Cronotassi

### Vescovi residenti
- Crescente † (prima del 484)

### Vescovi titolari
- Giacomo Violardo † (19 febbraio 1966 - 28 aprile 1969 nominato cardinale diacono di Sant'Eustachio)
- George Edward Lynch † (20 ottobre 1969 - 25 maggio 2003 deceduto)
- Claudio Maniago (18 luglio 2003 - 12 luglio 2014 nominato vescovo di Castellaneta)
- Antônio Tourinho Neto (12 novembre 2014 - 22 novembre 2017 nominato vescovo di Cruz das Almas)